# M-1965野戰外套
M-1965 野戰外套（也縮寫為 M-65）是一種由防水布料製成的防寒戶外野戰外套。於1965年正式服役於美國軍隊，並取代原先的M-1951野戰外套。共有保暖的綿內裏以及防風防水的外套所組成，一般所稱的野戰外套即為外套部份，兩者皆可拆開單獨穿著。最初是根據 MIL-C-43455 標準為美國軍方設計，現在它則逐漸退出軍中被大眾作為普通服裝穿著。

## 歷史
M-1965野戰外套為美軍於1965年所研發的一種軍用外套，主要為替換先前所使用的M-1951野戰外套，兩者外觀皆為非常相似。初期顏色只有軍綠版，後來亦出現迷彩版本，現在亦有出現數位迷彩的現代版。
這件外套因為服役期間長，亦成為美軍二戰後最具代表性的服裝，其中最有名的莫過於越戰時期，期間投入大規模人力使得該衣服的曝光度極高，而又因為電影第一滴血中身為越戰退伍軍人的男主角藍波亦穿著此外套因而風靡全球。